# Nannophya
Nannophya is een geslacht van libellen (Odonata) uit de familie van de korenbouten (Libellulidae).

## Soorten
Nannophya omvat 6 soorten:
- Nannophya australis Brauer, 1865
- Nannophya dalei (Tillyard, 1908)
- Nannophya katrainensis Singh, 1955
- Nannophya occidentalis (Tillyard, 1908)
- Nannophya paulsoni Theischinger, 2003
- Nannophya pygmaea Rambur, 1842